# District historique de Railroad Addition
Le district historique de Railroad Addition (anglais : Railroad Addition Historic District) est un district historique américain situé à Flagstaff, dans le comté de Coconino, en Arizona. Il est inscrit au Registre national des lieux historiques depuis le 18 janvier 1983.